# 합천군의 농어촌버스
합천군의 농어촌버스는 경상남도 합천군 중심으로 운행하는 버스를 이용한 대중교통 수단으로 수려한합천버스가 유일하다.

## 요금
2018년 3월 1일 기준 요금이다.
| 구분         | 구분                              | 일반     | 청소년                                                    | 어린이                   |
| ------------ | --------------------------------- | -------- | --------------------------------------------------------- | ------------------------ |
| 군내 전 구간 | 기본운임                          | 1000원   | 500원                                                     | 500원                    |
| 시외 구간    | 기본운임 (산청군, 의령군 내 해당) | 1250원   | 합산 금액의 50%(단,합천-거창군/산청군 이동시 20%)할인적용 | 합산 금액의 50% 할인적용 |
| 시외 구간    | 추가운임 (km당)                   | 116.14원 | 합산 금액의 50%(단,합천-거창군/산청군 이동시 20%)할인적용 | 합산 금액의 50% 할인적용 |

#### 운임지불
- 2014년 4월 25일부터 교통카드를 이용해 버스를 승차할 수 있다. 기본구간은 군내 전 구간 기준 일반요금기준 100원 기본구간 외 구간은 현금 요금 대비 10% 정률 할인된다. 이에 따라 합천군내 전 구간은 단일요금제이며 그 이외 구간은 거리비례제가 동일하게 적용된다. 예들 들어 합천~거창의 경우 현금으로는 4600원이지만 카드는 4140원만 내면 되었지만 현재는 합천~거창 요금이 5300원이다.
- 선불식은 현재 티머니 계열 교통카드만 사용 가능하며 센스패스 카드의 경우 2016년 5월 13일 부로 카드사의 사정으로 사용 중단 조치되어 현재는 사용할 수 없다. 후불형은 국민, 농협, 신한, 롯데 등을 사용하여 결제가능하다
- 10Km까지 기본 요금으로 이용할 수 있으며, 이 거리를 초과할 경우 1Km 마다 116.14원씩 추가되고 소수점이하는 절삭한다. 청소년은 20%, 어린이는 50% 할인된다.

## 합천군 차적의 버스 노선[2]

### 농어촌버스
| 운행 노선   | 행선지 |
| ----------- | --- |
| 초계선      | 명곡, 내천, 갑산, 정곡, 초계, 적교, 유천, 신반, 쌍책, 평촌, 영전, 율지, 하회, 박곡, 성태, 정곡, 여배, 내천, 매실, 익구 |
| 안금선      | 안금, 도리 |
| 임북선      | 임북 |
| 무곡선      | 장지, 무곡, 환원 |
| 평학선      | 평학, 대병, 가회, 죽죽, 고품, 가회, 거창, 유전, 손목                                                                   |
| 용주선      | 용주, 대병, 거창, 공암, 팔산, 대산, 대지, 가회, 노리, 공암, 오동골                                                     |
| 묘산선      | 묘산, 거창, 용계, 법정, 신평, 내곡, 보림, 외곡                                                                         |
| 삼가선      | 백역, 삼가, 대곡, 대현, 덕만, 가회, 도리, 함지, 쌍백, 유전                                                             |
| 영전2구선   | 영전2구 |
| 봉수·신반선 | 봉수, 신반, 오산, 방계, 상촌                                                                                           |
| 인곡선      | 인곡, 계산, 거창 |
| 노양선      | 노양, 율진회관 |
| 기리선      | 기리 |
| 방곡·우곡선 | 방곡, 우곡, 계성 |
| 본천선      | 본천 |
| 월평선      | 고품, 월평 |
| 해인사선    | 묘산, 분기, 야로, 가야, 해인사                                                                                         |

## 운영 업체
- 수려한합천버스 (2023년부터 서흥여객과 법인 분리로 수려한합천버스로 명칭이 변경됨)
- 경전여객 (합천 ~ 해인사 구간만 전담)